# 蜜美杏
藤井 蘭々（ふじい らんらん、2000年11月15日 - ）は、日本のAV女優。エイトマン所属。

## 略歴
2020年5月、プレステージ専属女優「蜜美杏（みつみあん）」としてAVデビュー。当時の所属事務所はファンスタープロモーション。
2022年1月より、メーカー専属を離れ、企画単体女優となる。
2022年3月27日、公式ツイッターで同年上半期（後に5月と表明）で引退する事を発表し、5月に引退した。
2022年8月29日週のFANZAレンタルフロアランキングにおいて『出張先で泥●し童貞部下とまさか相部屋 酔った私の無防備な女体に発情した童貞と汗だくで貪り合った濃密な夜 蜜美杏』が1位を記録した。同年9月度のFANZAレンタルフロアの月間AV女優ランキング1位。
2023年3月、「藤井蘭々」に改名し、週刊ポストにてグラビアデビュー。2023年4月にFALENO専属女優となる。
2024年2月17日、東京・duo MUSIC EXCHANGEで行われた「FALENO FES」に出演。同イベントで行われた各種ファッションショーにてランウェイを歩く。

## 人物
東京都出身。趣味はSNS、特技は自撮り。
元々AVを見るのが好きで、キレイな女優が乱れる姿に興奮する自分に気付き、AV女優募集の告知に自ら応募した。憧れの女優は明日花キララ。

## 作品

### アダルトビデオ

#### 蜜美杏 名義

##### プレステージ専属期間
- 新人 プレステージ専属デビュー 「陽気なエロリスト」蜜美杏（5月15日）
- 新・絶対的美少女、お貸しします。 ACT.97（6月19日）
- 天然成分由来 蜜美杏汁 120% 67（8月14日）
- 〝中出し〟やりたい放題 6（9月11日）
- 超♡透け透けスケベ学園 CLASS 09 青春は透き通る位じゃなきゃダメなんだ!（10月16日）
- 本番オーケー!? 噂の裏ピンサロ 17（11月13日）
- 1VS1 【※演技一切無し】本能剥き出しタイマン4本番 ACT.18（12月18日）

- 人生初・トランス状態 激イキ絶頂セックス 55（1月15日）
- なまなかだし 37（2月19日）
- 蜜美杏の極上筆おろし 40 童貞ガチ素人3名全員マ●コで卒業!!射精率100%（3月19日）
- 顔射の美学 14（4月16日）
- ひたすら生でハメまくる、終らない中出し性交。（5月21日）
- 働く痴女系お姉さん vol.15（6月18日）
- 蜜美杏 8時間 BEST PRESTIGE PREMIUM TREASURE vol.01（7月2日）※単体ベスト
- スプラッシュ杏（7月23日）

##### 企画単体期間
- マッチングアプリでチ●ポ漁りする 爆乳GAL降臨☆ #チョー美人 #推定Hcup #絶倫 #中出しOK #21歳美容部員アン（1月18日、E-BODY）※「アン」名義
- 美しい人妻のねっとり甘い接吻と高級ランジェリーSEX 田舎育ちの僕を誘惑する都会暮らしの叔父の妻（1月18日、Fitch）
- 執拗にじゅぼじゅぼ!粘着にぐちゅぐちょ! おち○ぽ全体をねっと〜りシャブり尽くす美人上司（2月8日、ダスッ!）
- ある日突然、俺専属奴隷になりたい女「私、何でも言うこと聞く奴隷になりたいの!」（2月8日、ROOKIE）
- 都合のいいタダマン オヤジ大好き欲求不満ビッチと朝までナマでパコパコ 10（2月15日、kira☆kira）※「アン」名義
- 「今日は1年記念日だったのに…」 デート当日に彼氏と大喧嘩した傷心ギャルお持ち帰りしたら…≪寂しさの反動で性欲暴走≫ イッてもイッてもガムシャラに腰を振り続けエロ汁ダダ漏れでヤリまくった。（3月1日、ナンパJAPAN）※「あん」名義
- 「今日は1年記念日だったのに…」 デート当日に彼氏と大喧嘩した傷心ギャルお持ち帰りしたら… ≪寂しさの反動で性欲暴走≫ イッてもイッてもガムシャラに腰を振り続けエロ汁ダダ漏れでヤリまくった。（3月2日、ナンパJAPAN）※「あん」名義
- 高飛車な長身女社長を追い込みピストンでガクブル調教 絶対に跪かせたいチビ奴隷社員達の復讐SEX 蜜美杏（4月19日、Fitch）
- 挑発タイトイズム 蜜美杏（4月19日、ミル）
- 出張先で泥酔し童貞部下とまさか相部屋 酔った私の無防備な女体に発情した童貞と汗だくで貪り合った濃密な夜 蜜美杏（5月17日、E-BODY）
- 今日はこいつにヌカれたい。蜜美杏（6月3日、ワープエンタテインメント）
- 予約半年待ちリピ率100% 某メンズエステ店 密室×密着 イキ過ぎた禁断サービス　オイルだくだくヌルテカ編（6月3日、DOC）
- 究極のフェラチオ!! 男性器をおクチ診療するバキューム吸引クリニック（6月7日、Fitch）
- 唾液を絡ませ自ら腰を振る。 素顔丸出し一泊旅行。 《とろとろに濡れた国宝級ボディーひとりじめ編》 蜜美杏（6月14日、ダスッ!）
- どうやら妻は昔、調教されていたらしい。 知らなかった妻の過去…誰もがうらやむボクの愛妻はドSデカマラ隣人の中出しマゾペット 蜜美杏（6月21日、エムズビデオグループ）
- コース時間オーバーしても連続射精させてくれる気絶寸前ゴン攻め追撃メンズエステ 蜜美杏（6月21日、溜池ゴロー）
- 「イッてないってば…ッ!」 強がるクセに痙攣失禁しちゃって絶対何度もイッてる巨乳捜査官を尋問追撃ピストン 蜜美杏（6月21日、OPPAI）
- 田舎暮らしの僕が宝くじを当てた! 都会の最高級ゴージャスお姉さん 貸し切りハーレム中出し逆3P 〜1000万円の夜〜 水川スミレ 蜜美杏（6月28日、本中）
- 淡白な夫婦SEXに飽きた妊活巨乳兄嫁の都合の良いセフレになった僕。蜜美杏（6月28日、ROYAL）
- 義父さんの子種を貰えませんか? 田舎滞在の3日間、種無し息子の嫁に中出し懇願されたので孕むまでハメまくった。蜜美杏（7月5日、MOODYZ）
- いきなり舐めしゃぶり蛇舌逆ナンパ! M男をスパイダー騎乗位で喰らうアナコンダビッ痴! 蜜美杏（7月19日、MOODYZ）
- Gcupパーフェクト美女 蜜美杏の完全主観プレミアオナニーサポート 蜜美杏（7月19日、E-BODY）
- 男を誘惑する過激衣装と美巨乳パイズリで追撃連射させる痴女回春エステ 蜜美杏（7月19日、OPPAI）
- 僕だけが知っている女上司の裏顔。 社長のドMの愛人のくせにM男の僕と退社後デート、焦らしの楽しさを知ってものすごいフェラと騎乗位中出しでち●ぽビンビンの社内淫行ペットにされた僕 営業部開発センター課長:杏さん（7月19日、本中）
- SUPER FISHEYE FETISHISM 迫力興奮蜜写 ヤリマン美人社長 ドスケベ肉感BODY 蜜美杏（7月26日、AVS collector's）
- お色気P●A会長と悪ガキ生徒会 蜜美杏（8月2日、グローリークエスト）
- 見た目ドSなヘビ舌女子大生ギャルに変態衣装を着せて潮吹き杭打ち連続中出し!! 蜜美杏（8月9日、クリスタル映像）
- なまめかしいくびれとすんごい美巨乳をした淫妻の特濃ベロキス交尾 若くて元気な学生とのフル勃起びんびん性交に溺れた妻 蜜美杏（8月9日、JET映像）
- 一度射精してもおっぱい密着挟み撃ちで追撃丁寧にヌイてくれる W巨乳回春エステ 蜜美杏 百永さりな（8月16日、OPPAI）
- 固定バイブだるまさんが転んだ 25（8月16日、はじめ企画）※「いちか」名義
- オ・ン・ナ♀ざかり 蜜美杏（9月2日、ワープエンタテインメント）
- 学園祭逆バニー中出しレ●プ 全裸より恥ずかしいコスプレを着せられて… 生徒達に犯されてるのに乳首ビンビンで感じてしまった担任女教師 蜜美杏（9月6日、MOODYZ）
- 毎晩違う男を連れ込んでいる隣りのお姉さんにあざといぐらいに誘惑されて、無理矢理中出しさせられてしまったボク。蜜美杏（9月6日、BeFree）
- 【美脚エロ動画】 手脚の長いイマドキ体型女子限定! スレンダー女子と中出しSEX4時間21発!（9月6日、ナンパJAPAN）
- 肉喰いゲットービッチギャルはチ○ポを貪るように食らいつき子宮の奥で肉棒を堪能し悶絶しまくる変態女。蜜美杏（9月13日、ROOKIE）
- 突撃! 凄マン強制中出し! シロウト男性を徹底的に痴女りまくって生挿入! 生膣内射精SEX 蜜美杏（9月13日、ROYAL）
- ねっとり甘い淫語パイズリと激しい騎乗位で搾り抜く巨乳痴女ナース 蜜美杏（9月20日、OPPAI）
- 元ヤリマンの叔母がエロすぎて超ガリ勉の甥っ子が性欲モンスター化! 絶対に逃げられない抜かずの孕ませ超絶倫ホールド 蜜美杏（9月20日、溜池ゴロー）[9]
- SUPER FISHEYE FETISHISM 迫力興奮蜜写 エロコス肉感BODY 蜜美杏（9月27日、AVS collector's）
- 「エッチな事してもいいから一週間だけ泊めて!」 友達の彼女とワケあり同棲で精子枯れるまでヤリまくり生活 蜜美杏（10月25日、ROYAL）
- 唾液が混じり合う 密室接吻社長室 蜜美杏（11月1日、アタッカーズ）

- セフレちゃん アン ―会えば絶対ヤラせてくれる女― 蜜美杏（2月14日、ティーチャー/妄想族）
- 《中出しドキュメント》 高身長170cmFカップ最強スタイル娘 蜜美杏 @ ノースキンズ!（4月20日、ノースキンズ）
- 3作品14コーナー丸ごとノーカット収録! 絶品Fcupのフェロモン全開美女 蜜美杏460分BEST（8月1日、Fitch）※単体ベスト

#### 藤井蘭々 名義

##### FALENO star専属期間
FALENOは『配信特化型AVメーカー』を掲げているため、先行配信開始日も記載しています。
- 新人 本能に直に響くプレミアムボディ 藤井蘭々 22歳 AVデビュー（3月31日先行配信、4月20日発売）
- 体液で交感する絶え間ない官能セックス 藤井蘭々（5月1日先行配信、5月25日発売）
- こんな女にシャブられたい…　男達はそのフェラチオを我慢できない…チ〇ポをしゃぶり尽くす即尺ビッチ 藤井蘭々（5月23日先行配信、6月22日発売）
- 不愛想なパパ活ギャルが大嫌いなオヤジの執拗な性感開発で肉オナホ化 藤井蘭々（6月19日先行配信、7月6日発売）
- 「お外で勃起して恥ずかしくないの?」 彼女持ちのM男クンを寸止め焦らしデートの限界ギリギリで即ホテルに連れ込み何度も射精させる痴女上司 藤井蘭々（7月17日先行配信、8月10日発売）
- NTRフェーズ 3  弱みを握って彼女とのイチャラブハメ撮りを入手 部下の彼女を入手した動画で脅して中出しセックス 滅茶苦茶ヤリまくった後、愛する男の目の前で種付け性交 藤井蘭々（8月25日先行配信、9月21日発売）
- ファンを虜にする爆乳レイヤーが秘密のコスプレオフパコ枕営業 藤井蘭々（9月16日先行配信、10月12日発売）
- 睡姦レ×プ このオンナ、ムカつくから皆で廻さない? 藤井蘭々（10月15日先行配信、11月23日発売）
- 何度射精しても見つめて囁き中出しさせてくれる超高級ソープランド 藤井蘭々（11月18日先行配信、12月21日発売）
- 巨乳パーソナルトレーナーと真夏の中出しレッスン! びしょ濡れウェアでボディライン丸見え汗だく誘惑セックス 藤井蘭々（12月25日先行配信、2024年1月25日発売）

- 隣のゴミ部屋に住む性欲化け物老人に軟禁され逃げもせず強制中出しされ続けた私 藤井蘭々（1月26日先行配信、2月22日発売）
- 基本タメ口生意気バイトを中出し奴隷に仕上げた研修2日間 藤井蘭々（2月19日先行配信、3月20日発売）
- 悪魔的種付け逆NTR彼氏と中出しSEXした翌日精子力の高い姉の夫に何度も中出しさせています 藤井蘭々（3月20日先行配信、4月25日発売）
- お尻の穴がムズムズ気持ちいいスーパーモデル系美女がピンクアナルを舐めさせる美白プリ尻ケツ穴丸見え性交 藤井蘭々（4月22日先行配信、5月23日発売）
- 彼女が不在の12時間、ホロ●いの月間売上5000万超えNo.1キャバ嬢の彼女の姉貴とベロキス中出し性交 藤井蘭々（5月24日先行配信、6月20日発売）
- 美脚痴女の足テクを堪能した後膝ガクで立てなくなるほど立ちバックピストンで立場逆転FUCK! 藤井蘭々（6月21日先行配信、7月25日発売）[11]
- 陰湿な町内会オヤジのチクハラに逆らえず、ネチネチしつこい先端こねくりで早漏クリ乳首に変えられてしまった私 藤井蘭々（7月23日先行配信、8月22日発売）
- 夏休み、エアコン修理に来たガテン系お姉さんと二人きり薄着ノーブラに勃起したのがバレて汗だく杭打ち中出しで痴女られちゃったボク 藤井蘭々（8月23日先行配信、9月26日発売）
- 拘束で快感から逃がさず「ダメ今イッてるから!」の抵抗を完全無視して追撃ピストンザーメン逆流連続中出し 藤井蘭々（9月27日先行配信、10月24日発売）
- 整体師の指使いとチ◯ポがWドストライクで本能で中出しおねだりした若妻 藤井蘭々（10月25日先行配信、11月21日発売）
- 高飛車美女がチ○ポで甘々に変化するチンデレ淫語で21連射オナサポASMR 藤井蘭々（11月26日先行配信、12月26日発売）
- キワキワ施術で勃起したパンパン亀頭にワレ目押し当て布越し挿入誘発する天国メンエス 藤井蘭々（12月22日先行配信、2025年1月23日発売）

- 混浴温泉で遭遇した性器見せつけ痴女に茹で上がるほど欲情して抜かずの中出し50発 藤井蘭々（1月29日先行配信、2月20日発売）
- 美乳潜入捜査官 恋人の真横で無限アクメ中出し堕ち刑 藤井蘭々（2月28日先行配信、3月20日発売）
- 深夜残業中に行列ができるOL中出し肉便器高慢経理を社員総出で孕ませ編 藤井蘭々（3月31日先行配信、4月24日発売）
- 射精したくなったらいつでもナースコールで即尺看護! フェラ → 挿入 → フェラで最高の介抱をしてくれる 唾液 & 愛液にゅるんにゅるんPtoMナース 藤井蘭々（4月30日先行配信、5月22日発売）
- 運送業NTR熟練ドライバーたちに喉奥・膣奥突きまくる串刺し3Pでマ〇された若妻 藤井蘭々（5月31日先行配信、6月26日発売）
- AI彼女 藤井蘭々（6月27日先行配信、7月24日発売）

### アダルトVR
蜜美杏 名義
- 隣に住むスタイル良すぎな肉食お姉さんがノリノリでボクの童貞を奪ってきた!! 蜜美杏初VR!!（3月15日、MOODYZ）
- 顔◎! スタイル◎! エロテク◎! 超富裕層しか経験できないオールハイスペックW愛人と夢の逆3PハーレムVR（6月12日、E-BODY）
- この美女、エロ過ぎ注意。憧れのあん先輩に誘われて… 肉欲全開ヘビ舌ベロキス性交! 美女とのセックスに勝るセックスなし!（7月23日、CRYSTAL VR）
- 立体的視野と脳に響くゾックゾクの聴覚刺激 Gcup美女蜜美杏のASMRオナニーサポートVR（9月4日、E-BODY）
- 「あなた許して…」 媚薬を盛ったら中出しされるまで腰振りがやめられなくなっていた (笑) ガンギマリ花嫁NTR（9月15日、溜池ゴロー）

### アダルト配信限定
- 【初撮り】【F乳×モデルBODY】【無邪気な19歳美少女】高身長・モデル体型のF乳美少女が「イク..いっくいく逝く!!」エッチな汁を撒き散らして.. ネットでAV応募→AV体験撮影 1246（4月25日、シロウトTV）※「杏」名義

- あんず（2月17日、しろうとヤッホー）※「あんず」名義
- 【超】S級☆募集でやってきた神スタイル素人娘（21）☆気が変わらぬうちにプリ尻&デカ乳わしづかみ⇒中出し&顔射（4月14日、東京BUZZハメクション）※「Aちゃん」名義
- 【酒に酔い、チンポに酔いしれエロのハットトリック】男とボール(金玉)はともだち!?どエロなボールさばきで男心をくすぐるスジガネ入りの変態さん登場!!顔良し、乳良し、お尻良し、色白美ボディ!こんなマネージャーにチ○ポを吸いつくされてみたい!!酒は飲んだら飲まれちゃおう☆絶世の美女が大量潮吹き、アナル舐め、激ピスファックで悶絶イキ狂う!【エロのスジガネNO.12】（4月15日、SUKEKIYO）※「あみみ」名義
- あん（5月1日、Buzzシロウト）※「あん」名義
- 【最強の蛇舌アナコンダ舐めギャル登場!!】ねっとり男をしゃぶり尽くす、異次元の舌遣いから繰り出す至極の舐めテクにあっけなく昇天!!最高にエロくてエグい淫獣に口ま○こと下ま○こでヌキ搾られる計5発射!!＜エロい娘限定ヤリマン数珠つなぎ!!〜あなたよりエロい女性を紹介してください〜107発目＞（5月3日、プレステージプレミアム）※「あん」名義
- AN（5月14日、素人ホイホイSH）※「AN」名義
- 【『超美乳×高身長×剛毛』肉食系ハイスペックGカップ美女】170cm越えのスタイル抜群娘とハメ撮り生SEX♪男の快感ポイント熟知のながーい蛇舌フェラでギンギンチ○ポをしゃぶり尽くす!幼少の頃からオナニー大好き敏感マ○コに精子注入2射精!!【あまちゅあハメREC#あん#ハメ撮り応募美女】（5月17日、MOON FORCE）※「あん」名義
- 《中出しドキュメント》高身長170cmFカップ最強スタイル娘 蜜美杏＠ノースキンズ!（5月25日、ノースキンズ）
- A.M（5月31日、素人ホイホイLOVER）※「A.M」名義
- ※潮好き必見※【スプリンクラーのように撒き散らかす大量の潮吹きでシーツに世界地図完成♪】小学生から自慰に目覚めたド淫乱オナニストが愛用の玩具を持ち込み登場! ソファーに擦り付け×宝物の電マで公開オナニー! 得意技のじゅるフェラにおチ○ポギンギン! むしゃぶりつきたくなるほどのG乳にたっぷりパイ射2連発!!【エロフラグ、ギン立ちしました! #025】（6月10日、素人CLOVER）
- みつきちゃん（6月22日、素人ホイホイ）※「みつき」名義
- 朝フェラから始まる最高の1日 理想のMorning Routine!! 5（7月7日、DOC）
- 【新レーベル始動!】＃顔面整いすぎてる彼女と水族館デート ＃彼女の家でFカップの美巨乳を好き放題! 自ら快楽を求める天井知らずの性欲を持つ自慢のエロカワ彼女とハメ撮り!!! 出没! ナン街ック天国 可愛さとエロさの両方を併せ持つ広告会社受付嬢で働く自慢の彼女＠夏菜ちゃん (21)（7月13日、はめどりでぃず）
- 夏菜ちゃん（7月20日、パコちゃん。）※「夏菜」名義
- 【8頭身の完璧プロポーションな新人美人OLと部長がイケナイ社内恋愛SEX】 スーツ越しでも分かる巨乳&美脚黒パンストが映える抜群のスタイル! ホテインするや否や営業を頑張ったご褒美としてチューしちゃうと早速エチエチモード全開! 大好きな部長のチ●コを美味しそうに咥えてご満悦♪ とりま一発口内射精ですっきりしたら今度は生チン挿入からの中出しっ! 真っ赤なエロコスに着替えてレッツ2回戦目! 脚コキ & 電マで2人とも気持ちよくなりすぎて勤務時間中なのを忘れて無我夢中に腰を振りまくってSEXしまくっちゃいます! 【しろうとハメ撮り＃あん＃23歳＃OL】（8月17日、MOON FORCE）
- 【エロ漫画の中から出てきたようなセクシーなメンエス嬢。エグい程の胸の谷間! どんな顔して施術を受ければいいんだ?】 身構えていたけど、話すとすごく気さくで優しいお姉さん。全身の緊張がほぐれ、温まったところに柔らかいオッパイが当たって、ああ極楽…って、いいのかこのままで? オイルで乳首も入念にほぐされているし? とうとう紙パンツも剥ぎ取られテカテカのチ●ポはお姉さんの中に飲み込まれた…! 最後は中に発射。 杏さん インパクト強めな色気で客を翻弄 & 捕獲するエロ施術師（8月29日、ドキュメントdeハメハメ）
- 【攻撃的G爆乳】【モデル級完璧スタイル】【男を弄ぶ肉食ギャル】【中出し & 顔射2連発】※全国の皆さんに朗報ですよー! 超攻撃的G爆乳ギャルが大降臨!!! 皆さんの股間をビンビンにすること間違いないでしょう!! エロ過ぎ危険ッ秒でヌけるッッ! 肉食系ギャルを特とご覧あれ!! ギャルすたグラム#047 男を弄ぶG乳爆揺れ娘あんちゃん (21) 肉食系キャバクラ嬢（9月2日、はめちゃん。）
- 【超モデル級!! 170cm長身Fカップ セレブGAL】レベチなセレブギャル・ルナちゃん降臨!! 最上級な神スタイルは瞬き厳禁! 六本木で毎晩オトコを侍らすパリピはエロオーラ常に全開♪ハメるたびに覚醒する生ハメSEX6本番!! ガチ恋必至の良いオンナ! 長い美脚の奥にある美マンは速攻トロトロ♪ F乳揺らしまくって連続昇天! → もちのロンで特濃なま中出し♪テクも感度もルックスも上級国民すぎる最高のオンナを独り占め!! 別格のエロギャル、お見せします!! 【ギャルしべ長者 77人目 ルナちゃん】（9月4日、Jackson）
- あんちゃん（9月9日、ギャルすたグラム）※「あん」名義
- あん（9月27日、おっぱいちゃんず）
- 【圧倒的美貌のデカ乳姉さんをハメ倒す!】 タレント並みのフェイスとグラドル並のボディを兼ね備えた美女とハメ撮りSEX!【歯科衛生士/どスケベボディ】りかちゃん（11月5日、ハメタバース）
- アン（11月18日、素人ChuChu）

- あんchan（7月4日、素人まっちんぐ）
- あんchan 2（9月5日、素人まっちんぐ）

- あんな (hibr039)（2月17日、日払いちゃん）

### イメージビデオ
蜜美杏 名義
- An 濃密スウィートハニー（2020年8月20日、REbecca）

### 写真集
- ドキュメント8woman 2021-2023 エイトマン女優14人の3年間の軌跡（2023年10月12日、徳間書店、撮影：西田幸樹 / 塩原洋）※芸能事務所「エイトマン」所属女優により結成した企画ユニット『8woman』のドキュメント写真集。「藤井蘭々」名義で参加[12]。ISBN 978-4-19-865698-0

### デジタル写真集

#### 蜜美杏 名義
- 初撮、蜜美杏（11月20日、プレステージ出版）

- あんみつ 【ヘアヌード写真集】（2月5日、プレステージ出版、撮影：黒澤奨平）
- あんみつ 【グラビア写真集】（2月5日、プレステージ出版、撮影：黒澤奨平）
- 蜜美杏に好き放題膣内射精。（4月2日、プレステージ出版）
- 蜜美杏が、びしょびしょ（4月16日、プレステージ出版）
- GRAPHIS傑作選 今いちばん美しいヌード 2（5月17日、小学館）
- 透け透け私立ドスケベ学園（5月21日、プレステージ出版）
- PRESTIGE POSE MESSAGE 蜜美杏 01（6月11日、プレステージ出版）
- タイマンセックス（8月27日、プレステージ出版）
- 絶頂オーガズムセックス（9月3日、プレステージ出版）
- PRESTIGE POSE MESSAGE 蜜美杏 02（10月29日、プレステージ出版）
- PRESTIGE POSE MESSAGE 蜜美杏 03（11月5日、プレステージ出版）
- 激写美女（11月19日、プレステージ出版）
- DX EDITION 蜜美杏（12月31日、プレステージ出版）

- PRESTIGE PUBLISHING HISTORY COLLECTION Vol.02（4月29日、プレステージ出版）※オムニバス写真集、未公開カット収録。
- PRESTIGE POSE MESSAGE 蜜美杏 04（9月16日、プレステージ出版）

- PRESTIGE POSE MESSAGE 蜜美杏 05（1月20日、プレステージ出版）
- PRESTIGE POSE MESSAGE 蜜美杏 06（7月28日、プレステージ出版）

#### 藤井蘭々 名義
- 8woman Last Dance 裸女神∞景（8月7日、小学館、撮影：西田幸樹）※企画ユニット『8woman』の作品[13]
- 8woman Last Dance 藤井蘭々（8月21日、小学館、撮影：西田幸樹）[14]
- 8woman Last Dance JEWELS（12月17日、小学館、撮影：西田幸樹）※企画ユニット『8woman』の作品[15]

## 製品

### カレンダー
- 藤井蘭々 2024年カレンダー（2023年11月18日、SUNCARAT）
- 卓上 藤井蘭々 2024年カレンダー（2023年11月18日、SUNCARAT）

### フィギュア
- PLAMAX Naked Angel 1/20 藤井蘭々（2024年8月、マックスファクトリー）

### アダルトグッズ
オナホール
- FALENO NEW FACE HOLE 藤井蘭々（2023年9月30日、YURA）

## 出演

### テレビ
- ケンコバのバコバコテレビ（2020年6月 - 2021年9月、サンテレビ）
- 阿部乃ちゃんねる #72（2020年11月2日、エンタ!959）
- 初体験の扉 〜閲覧注意!クズ芸人(秘)潜入レポ〜 #3（2020年11月10日、エンタメ〜テレ）[16]

### 雑誌
- 週刊実話 2020年9月3日号（日本ジャーナル出版） - 袋とじ「敏感プリン乳」[17]
- FLASH 2020年10月13日号（光文社） - 袋とじ「乱れる美脚」[18]

### 新聞
- 東京スポーツ（2020年8月14日） - 「人気AV女優の素顔と私生活」[19]